# Giuseppe Galli da Bibbiena
Giuseppe Galli da Bibiena (také Galli Bibiena) (5. ledna 1696 Parma; 12. března 1757 Berlín) byl italský barokní malíř, scénograf, architekt a stavební inženýr vrcholného a pozdního baroka, mezi jeho působiště patřily ve 20. letech 18. století k nejvýznamnějším Praha a Vídeň, od roku 1753 Berlín.

## Život
Giuseppe Galli da Bibiena pocházel ze druhé generace umělecké rodiny Galli da Bibbiena. Jeho otec Ferdinando, strýc Francesco a bratři Alessandro, Antonio a Giovanni Maria pracovali jako architekti divadelních scén, triumfálních bran, svatebních věží a smutečních katafalků, navrhovali stavby, scény a kulisy divadel i dekoraci pro šlechtické zámky a paláce. Giuseppe se vyučil u svého otce Ferdinanda. První praxi absolvoval s otcem, strýcem Francescem a starším bratrem Alessandrem při práci v Barceloně, na dvoře budoucího císaře Karla VI., který jejich výsledky byl natolik nadšen, že je všechny angažoval roku 1712 při svém přesídlení do Vídně.
Po smrti Karla VI. byl jmenován ředitelem oddělení architektury na akademii krásných umění (Academia Clementina) v Bologni. V téže době ještě pracoval ve dvorním divadle, kde si po otcově smrti vyškolil žáka, malíře Carla Fridricha Fechhelma. Od roku 1753 až do smrti jej zaměstnával Bedřich II. Pruský v Berlíně jako svého dvorního architekta.

## Rodina
Roku 1719 se ve Vídni oženil s Eleonorou Kinskou. Ze sedmi dětí si za svého spolupracovníka a nástupce vyškolil syna Carla (1728–1787).

## Dílo
- 1716 – scény pro operu Angelica Vincitrice di Alcina na rybníku u letního zámečku Favorita ve Vídni, slavnost k narození arcivévody Leopolda Habsburského
- 1722 – působil v Mnichově
- 1723 – Praha: dřevěná budova letního divadla, postavená ke korunovační slavnosti císaře Karla VI. českým králem pro operu Costanza e Fortezza (Stálost a síla, heslo císaře Karla VI.); stála na Mariánských hradbách v Praze na Hradčanech mezi Prašným mostem a hradebními zdmi až po Píseckou bránu zhruba v ose dnešní tramvajové trati. Patřila k nejvýznamnějším autorovým realizacím. Jeviště bylo hluboké 65 metrů, takže architektonické kulisy (9 + 9 po obou stranách) nemusely mít iluzivní zkreslení[1], byly to otočné desky s odlišnou dekorací. Součástí návrhu byly kašny a vodotrysky, vytrysklý gejzír umocňoval dramatické momenty děje. Opera trvala pět hodin a končila v půl jedné v noci. Dochovalo se z ní šest grafických listů, zachycujících proměnné kulisy jednotlivých jednání. Substrukce stavby byly zaznamenány ještě roku 1905[2]

### Divadlo na Mariánských hradbách v Praze

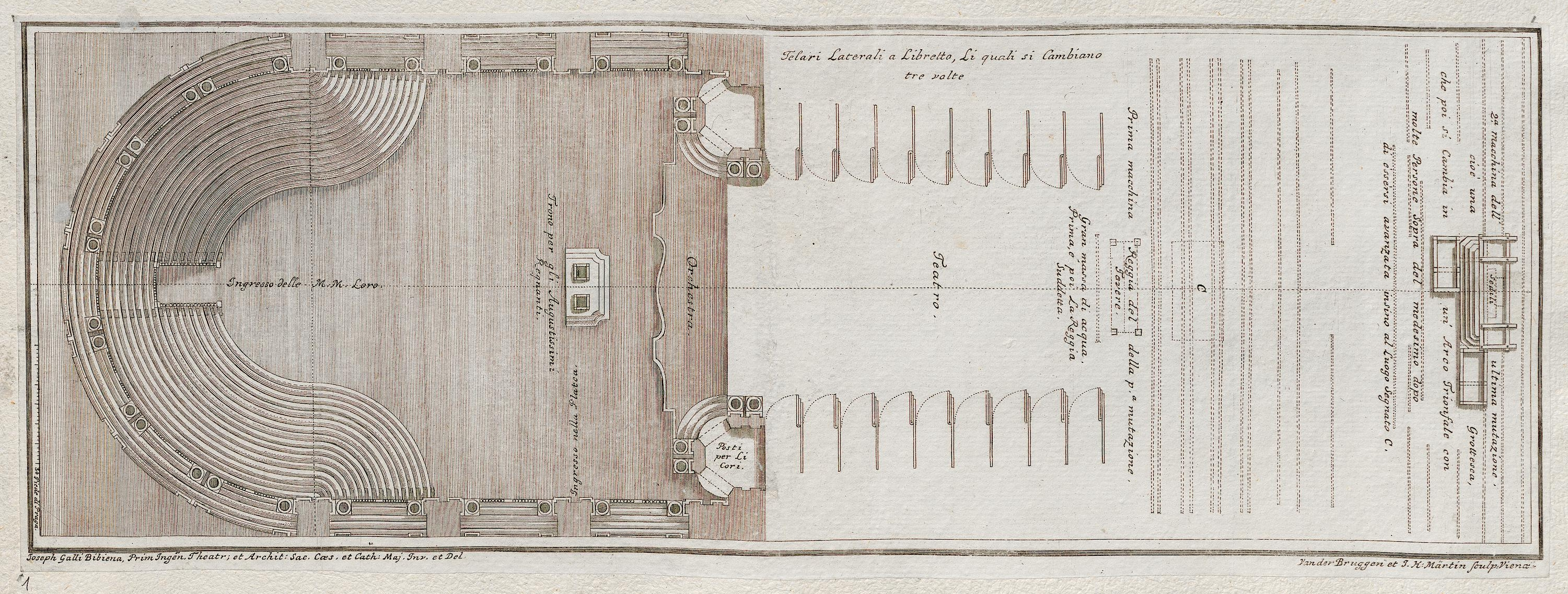
Půdorys divadla na Mariánských hradbách
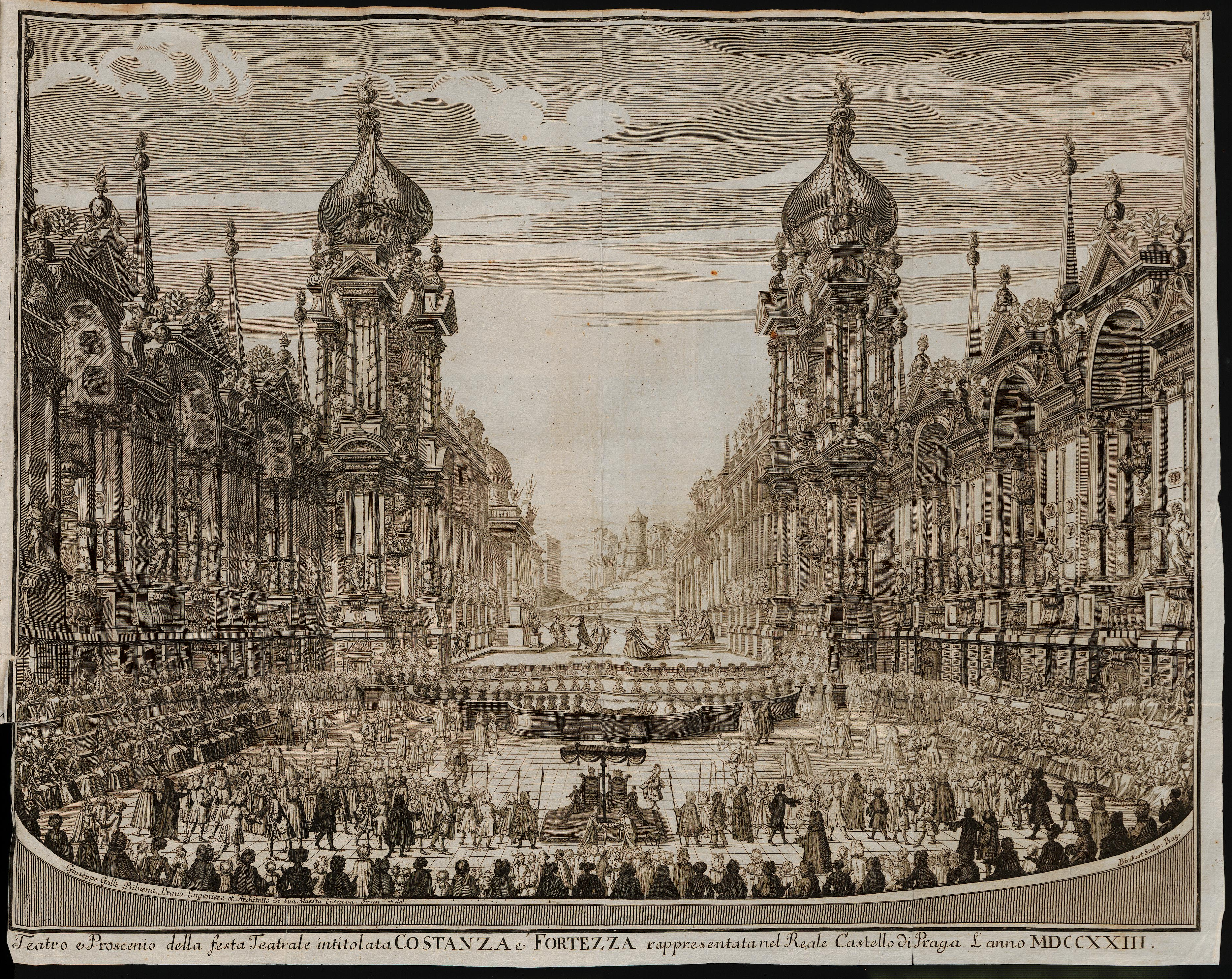
Scéna a proscénium, pod baldachýnem císař a císařovna
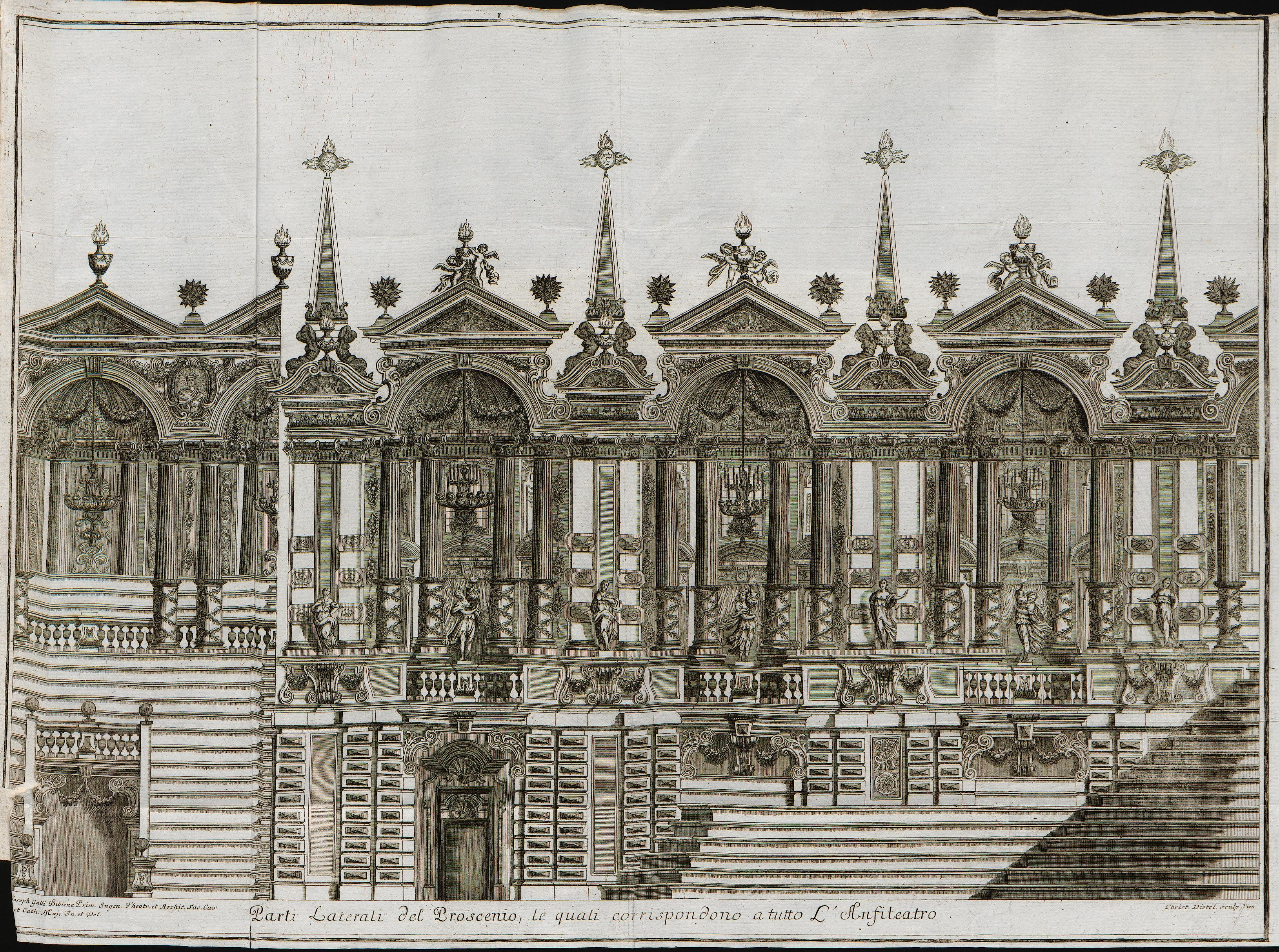
Boční pohled
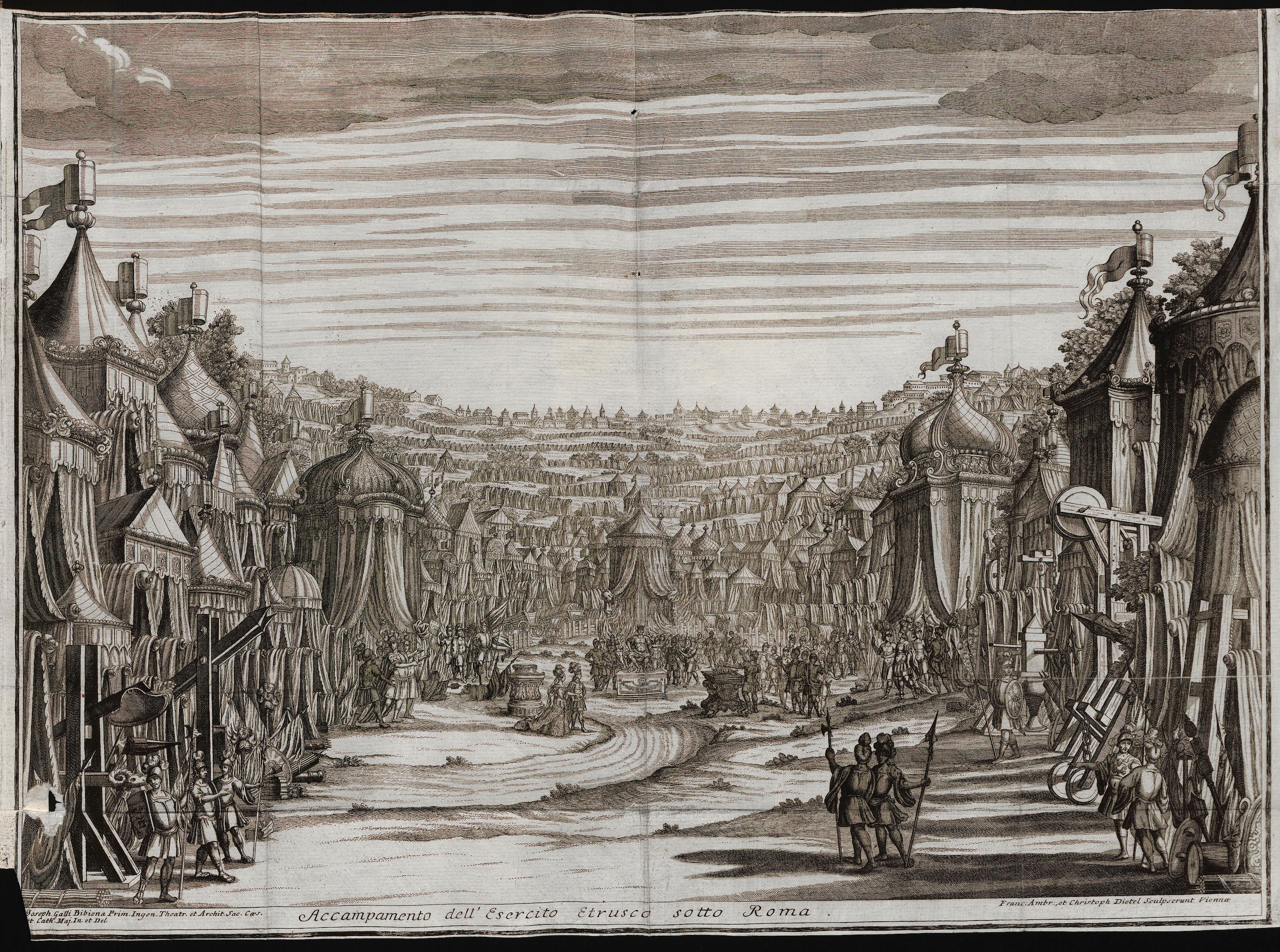
Tábor etruského krále
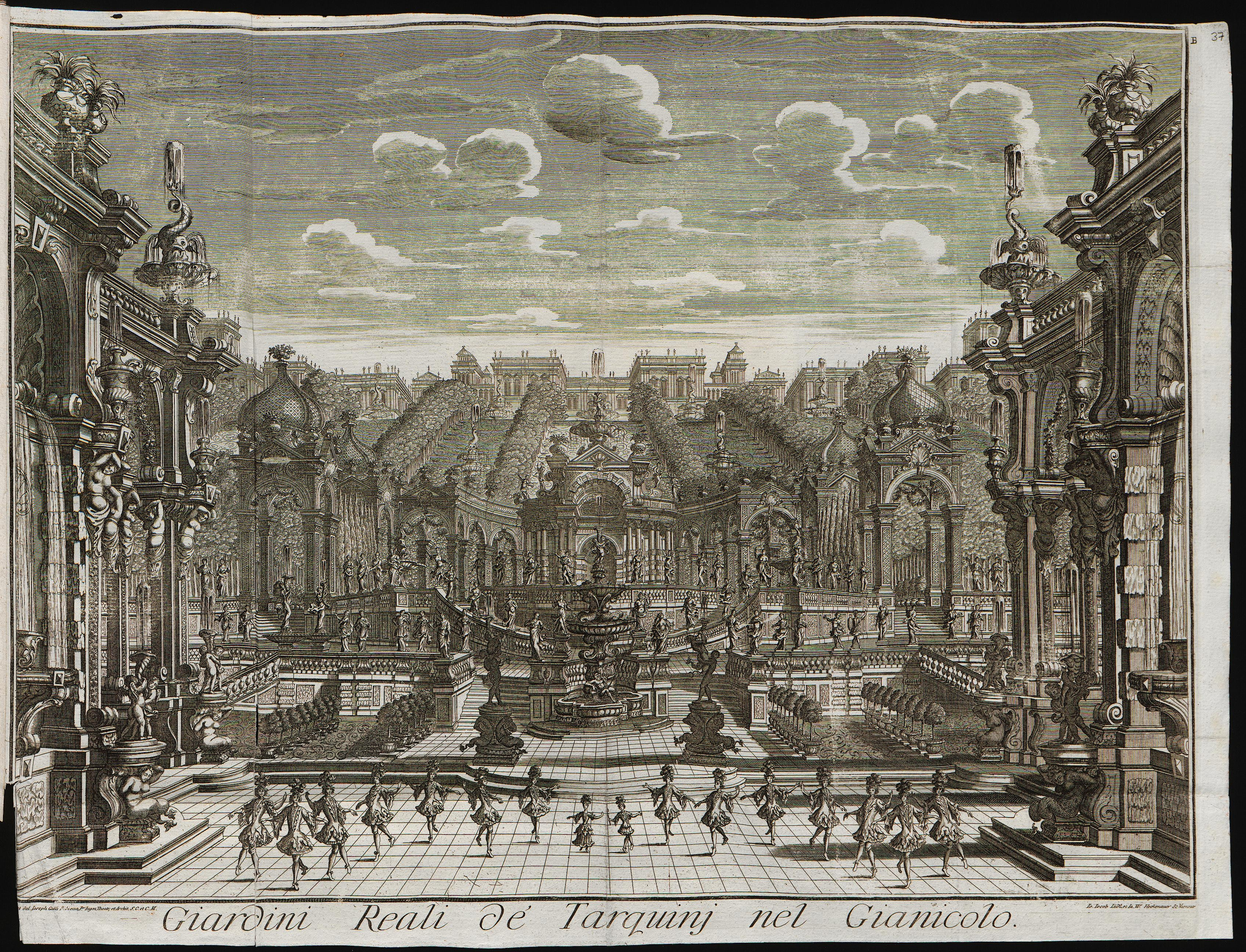
Tarquiniovy královské zahrady na Janikulu
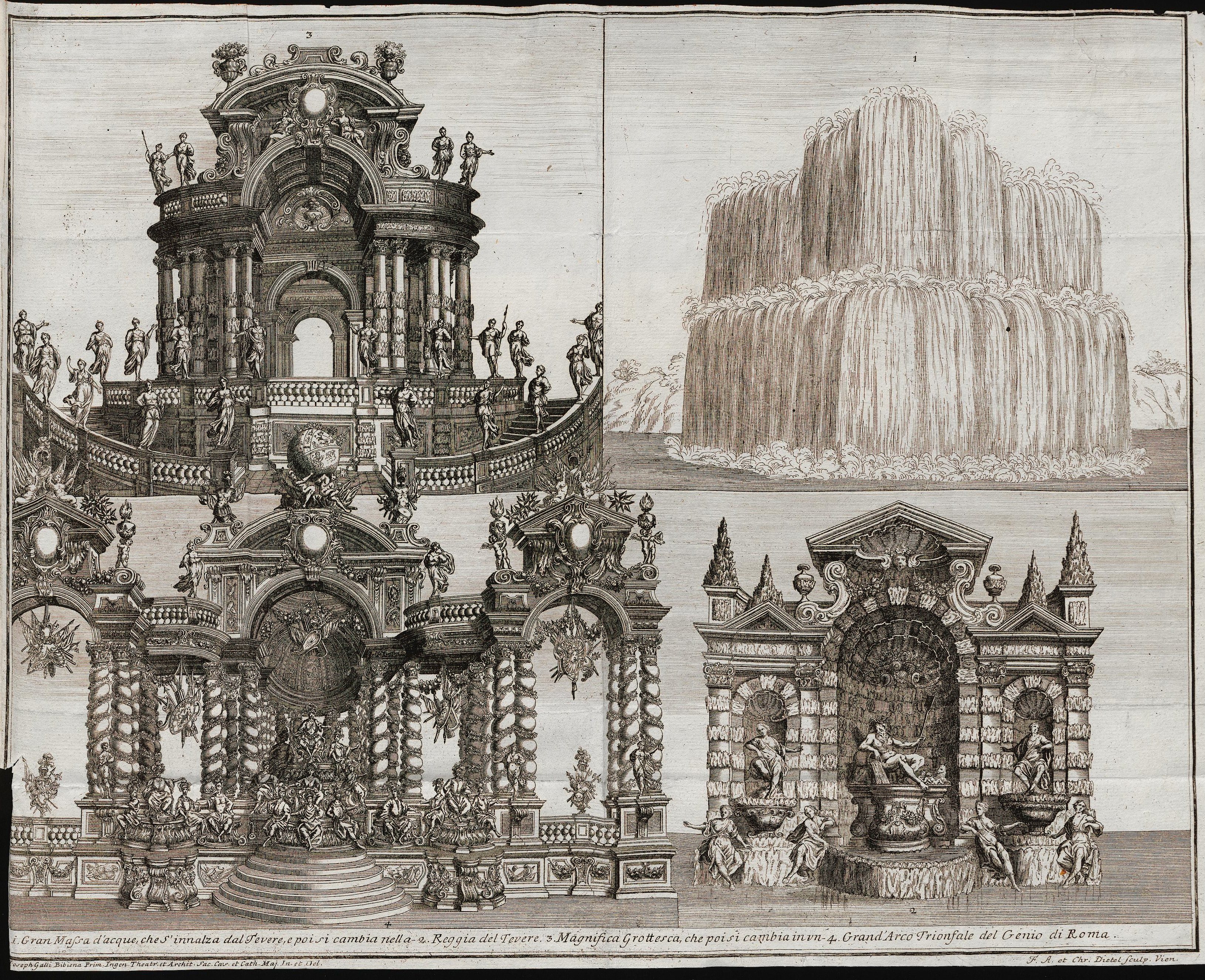
Detaily staveb, vodopád na Tibeře, kašna
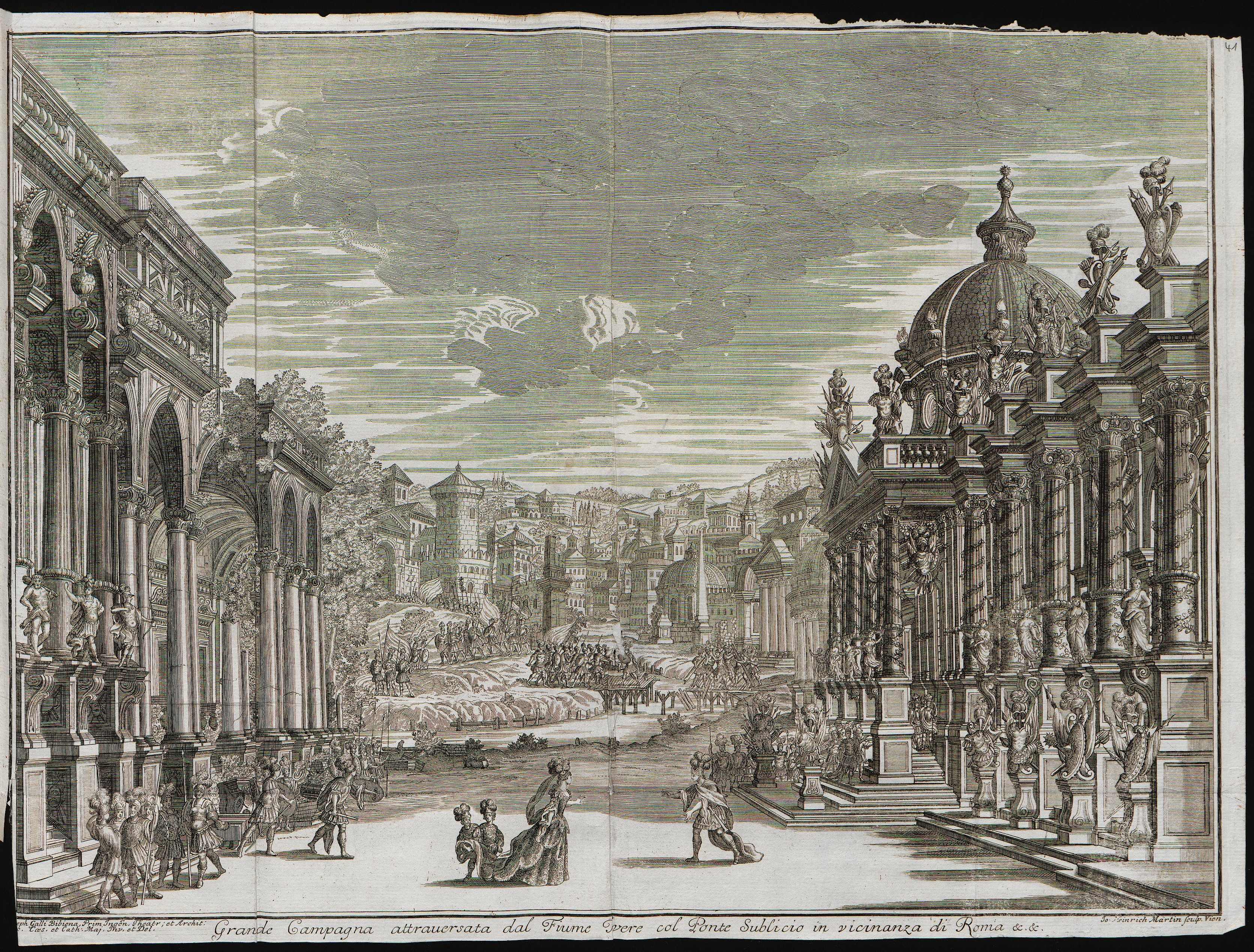
Řím, v pozadí vojsko překračuje Tiberu

- 1723 – Praha: dekorace Vladislavského sálu na Pražském hradě, zatím nebyla v grafických listech identifikována; zdobila sál až do roku 1743, kdy se zde konala korunovační slavnost císařovny Marie Terezie.[3]
- 1729 – návrhy dekorace průčelí nedostavěné katedrály sv. Víta ke slavnosti svatořečení Jana Nepomuckého[4]; nepodepsaný grafický návrh překreslil Jan Ezechiel Vodňanský a v mědi vyryl Antonín Birckhardt
- 1732 – scény pro operu L’asilo d’Amore v Linci
- 1735 – hlavní oltář a pulpit v klášterním kostele v Melku v dolním Rakousku
- 1740 – s bratrem Antoniem vytvořili kazatelnu dómu v Gurku
- 1745-1748 – na objednávku markraběnky Vilemíny navrhl vybavení a dekoraci novostavby její opery v Bayreuthu, kterou postavil Joseph Saint-Pierre. Práce vedl a dozoroval jeho syn Carlo. Dalším spolupracovníkem měl být Giuseppe Landi.
- 1749-1750 – rozšířil operní budovu ve Zwingeru v Drážďanech, prohloubil její scénu; stavba byla zbořena v roce 1842, nahradila ji nová Semperova budova.[5]

## Návrhy scén a studie architektury

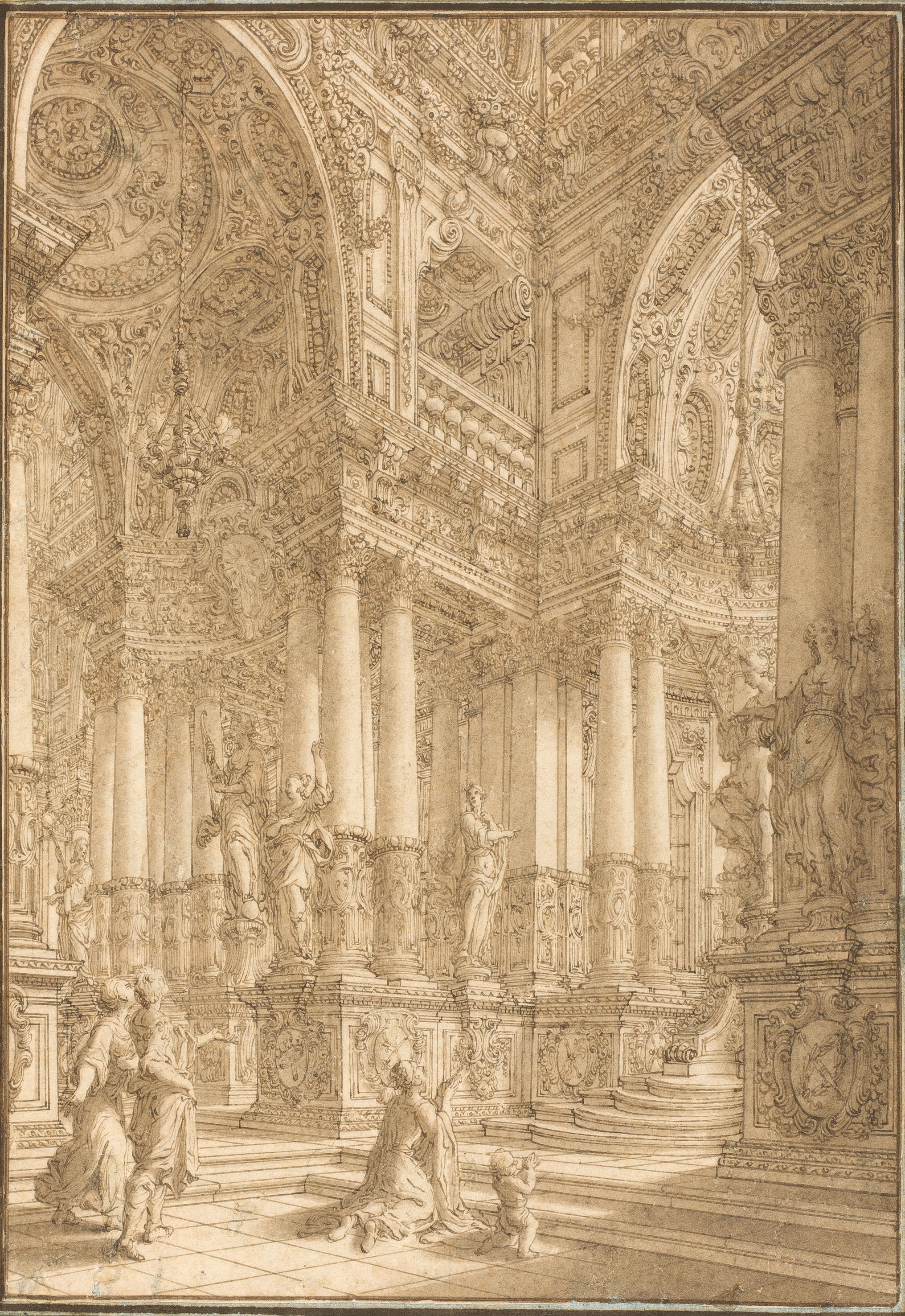
Studie chrámové architektury

- Teatro e Prospettiva - soubor jeho návrhů a realizací, provedli v mědirytinách nebo leptech Andreas Pfeffel v Augsburgu, Antonín Birkhardt v Praze, Johann Jakob Lidl a Jakob Wilhelm Heckenauer, Franz Ambros a Christoph Dietlovi ve Vídni, a další rytci.
- Grafické listy s jeho návrhy jsou dobře zastoupeny v grafických sbírkách Národní galerie v Praze a Moravské galerie v Brně.
- Podle korespondence Jana Adama z Questenberka pro něj pracoval Giuseppe Galli da Bibiena na zámku v Jaroměřicích nad Rokytnou[6].
- Jeho kresby byly inspirací pro grafické album Carceri (Žaláře), které vydal Giovanni Battista Piranesi.